# Hugh Johnson
Hugh Eric Allan Johnson OBE (født 10. marts 1939 i London) er en britisk forfatter og vinekspert. Han betragtes som verdens bedst sælgnde vinskribent. Hans smagning af en flaske Steinwein 1540fra den tyske vingård Würzburger Stein i 1964 betragtes som den potentielt ældste flaske vin, der er blevet smagt på.

### Fjernsyn
- Vintage: A History of Wine (1989)